# Министерство иностранных дел и международного сотрудничества Испании
Министерство иностранных дел и международного сотрудничества Испании (исп. Ministerio de Asuntos Exteriores y de Cooperación (MAEC)) — орган исполнительной власти Королевства Испания, осуществляющий государственное управление в области отношений Испании с иностранными государствами и международными организациями. Возглавляется Министром иностранных дел и международного сотрудничества Испании; с 12 июля 2021 года эту должность занимает Хосе Мануэль Альбарес.

## История
С 1714 по 1833 внешнеполитическое ведомство официально называлось Первый государственный секретариат (исп. Primera Secretaría de Estado) Испании. 29 ноября 1833 он был переименован в Государственное министерство (исп. Ministerio de Estado) Испании. Во время Гражданской войны в Испании в 1938, на территории контролируемой националистами было учреждено Министерство иностранных дел Испании (исп. Ministerio de Asuntos Exteriores (MAE)). В 2004 оно было переименовано и носит своё теперешнее название Министерство иностранных дел и международного сотрудничества Испании (исп. Ministerio de Asuntos Exteriores y de Cooperación (MAEC)).

## Структура

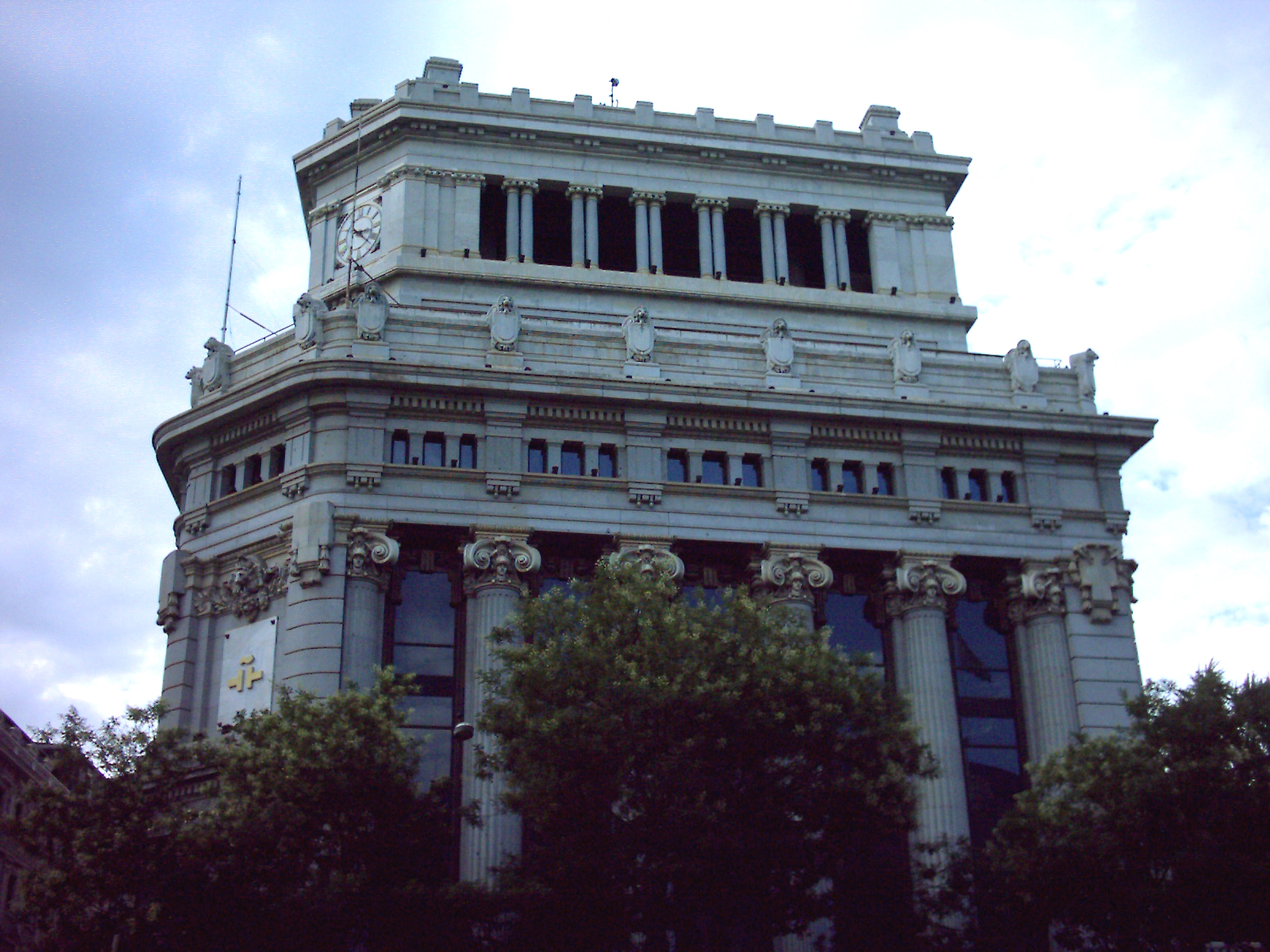
Главное здание Института Сервантеса — учреждения, занимающегося продвижением испанского языка и культуры в мире.

Министру подчиняются четыре заместителя в ранге Государственных секретарей, возглавляющие Государственный секретариат иностранных дел, Государственный секретариат по вопросам Европейского союза, Государственный секретариат по международному сотрудничеству и Государственный секретариат по связям с Ибероамерикой. Кроме этого в состав министерства входит Субсекретариат, занимающийся вопросами собственности, финансами и набором персонала, в его ведение также входят отношения с другими министерствами и органами власти. Генеральный секретариат по консульским и миграционным вопросам (в ранге субсекретариата) занимается организацией консульской политики. Связями с общественностью занимается Главное управление внешних связей, подчиняющееся напрямую министру.
К ведению министерства также отнесены Дипломатическая школа, Испанское агентство международного сотрудничества, Институт Сервантеса и Испанская Академия в Риме.
Министерство иностранных дел координирует свою деятельность с королевским двором по поводу дипломатической деятельности на международном уровне.

## Задачи Министерства
- Планировать, проводить и оценивать внешнюю политику государства.
- Укреплять отношения Испании с другими государствами и международными организациями.
- Развивать экономические, культурные и научные связи Испании.
- Реализовывать политику международного сотрудничества имея целью всеобщее развитие.
- Защищать интересы испанских граждан за рубежом и участвовать в разработке и применении миграционной политики.